# Trần Văn Ngọc Vui
Trần Văn Ngọc Vui (sinh năm 1958) là kiểm sát viên cao cấp Việt Nam. Ông từng giữ chức vụ Viện trưởng Viện kiểm sát nhân dân tỉnh Đồng Tháp từ tháng 10 năm 2014 đến tháng 6 năm 2018.

## Tiểu sử
Trần Văn Ngọc Vui sinh năm 1958.
Trần Văn Ngọc Vui là đảng viên Đảng Cộng sản Việt Nam.
Ngày 19 tháng 9 năm 2014, Trần Văn Ngọc Vui, Phó Viện trưởng Viện kiểm sát nhân dân tỉnh Đồng Tháp, được Chủ tịch UBND tỉnh Đồng Tháp Nguyễn Văn Dương trao quyết định của Viện trưởng Viện kiểm sát nhân dân tối cao Việt Nam bổ nhiệm giữ chức vụ Viện trưởng Viện kiểm sát nhân dân tỉnh Đồng Tháp từ ngày 1 tháng 10 năm 2014 nhiệm kì 5 năm thay cho ông Lê Văn Ngà thôi chức Viện trưởng vì lí do sức khỏe.
Sáng ngày 10 tháng 12 năm 2014, Hội nghị Ban Chấp hành Đảng bộ tỉnh Đồng Tháp khóa 9 diễn ra đột xuất đã công bố quyết định của Ban Bí thư Ban Chấp hành Trung ương Đảng Cộng sản Việt Nam chỉ định bổ sung ông Trần Văn Ngọc Vui và ông Nguyễn Hồng Hải (Chỉ huy trưởng Bộ Chỉ huy Quân sự tỉnh Đồng Tháp) làm ủy viên Ban Chấp hành Đảng bộ tỉnh Đồng Tháp nhiệm kỳ 2010 - 2015.
Ngày 23 tháng 10 năm 2015, tại Đại hội đại biểu Đảng bộ Đảng Cộng sản Việt Nam tỉnh Đồng Tháp lần thứ 10 nhiệm kỳ 2015 - 2020, Trần Văn Ngọc Vui trúng cử vào Ban Chấp hành Đảng bộ tỉnh Đồng Tháp khóa 10 nhiệm kỳ 2015 - 2020.
Ngày 3 tháng 4 năm 2016, Trần Văn Ngọc Vui được trao quyết định bổ nhiệm chức danh kiểm sát viên cao cấp.
Ngày 1 tháng 6 năm 2018, Trần Văn Ngọc Vui nghỉ công tác hưởng chế độ hưu trí, thay ông phụ trách Viện kiểm sát nhân dân tỉnh Đồng Tháp là Phó Viện trưởng Nguyễn Văn Hồng.